# Hiperboloide
L'hiperboloide és la superfície de revolució generada per la rotació d'una hipèrbola al voltant d'un dels seus dos eixos de simetria. Depenent de l'eix escollit, l'hiperboloide pot ser d'una o dues fulles.
Per entendre-ho millor, es considera a continuació el cas de la hipèrbola de referència, l'equació és: {\displaystyle y={\frac {1}{x}}}
Al sistema de coordenades {\displaystyle (O,{\vec {i}},{\vec {j}})}.

La revolució voltant de l'eix de simetria vermell genera un hiperboloide connex, mentre que la rotació al voltant de l'eix blau, que travessa dues vegades la hipèrbola, dona un hiperboloide de dos fulls.

Hiperboloide reglat o d'una fulla.

## Equacions de l'hiperboloide

### Equació Cartesiana
Per trobar les equacions d'aquestes superfícies, resulta més còmode treballar en el sistema de coordenades {\displaystyle (O,{\vec {u}},{\vec {v}})}, els eixos dels quals són els de simetria. Siguin X i Y les coordenades en aquest sistema, llavors tenim la igualtat:
{\displaystyle X{\vec {u}}+Y{\vec {v}}=x{\vec {i}}+y{\vec {j}}}
és a dir: 
{\displaystyle X({\vec {i}}+{\vec {j}})+Y(-{\vec {i}}+{\vec {j}})=x{\vec {i}}+y{\vec {j}}.}
Després, identificant els coeficients de sengles vectors:
{\displaystyle \left\{{\begin{matrix}X-Y=x\\X+Y=y\end{matrix}}\right.}
```
L'equació inicial s'escriu també xy = 1, és a dir (X - Y) · (X + Y) = 1, llavors:
```

```

  

    

      

        

        

          
X

          

            
2

          

        

        
−

        

          
Y

          

            
2

          

        

        
=

        
1

      

    

    
{\displaystyle \,X^{2}-Y^{2}=1}

  

```

Si es gira al voltant de l'eix Y, de vector director {\displaystyle {\vec {v}}}, llavors s'atorga a la tercera coordenada Z el mateix paper que a X, per tant Z i X apareixen sota la mateixa forma a l'equació, concretament precedit del signe «+ »:
{\displaystyle \,x^{2}+z^{2}-y^{2}=1}
De la mateixa manera, si gira al voltant de l'eix {\displaystyle X}, de vector director {\displaystyle {\vec {u}}}, llavors {\displaystyle Z} apareix sota la mateixa manera que {\displaystyle Y} a l'equació, és a dir amb un signe «-»: 
{\displaystyle \,x^{2}-y^{2}-z^{2}=1}
Reagrupant les coordenades del mateix signe, canviant els signes si hi ha 2 negatius, i reanomenant les variables per obtenir l'ordre habitual {\displaystyle x,y,z,}, s'obté una d'aquestes dues equacions: 
{\displaystyle \,x^{2}+y^{2}-z^{2}=1} (un full) {\displaystyle \,x^{2}+y^{2}-z^{2}=-1} (dos fulls) 
Es generalitzen aquests dos exemples així: un hiperboloide és una quàdrica l'equació de la qual és, en un sistema de coordenades adequat, (amb el centre situat al centre de simetria, els plans dels quals són plans de simetria de la superfície), de la forma: 
{\displaystyle {\frac {x^{2}}{a^{2}}}+{\frac {y^{2}}{b^{2}}}-{\frac {z^{2}}{c^{2}}}=1\ {\mbox{ (hiperboloide d'un full) }}\qquad {\frac {x^{2}}{a^{2}}}+{\frac {y^{2}}{b^{2}}}-{\frac {z^{2}}{c^{2}}}=-1\ {\mbox{ (hiperboloide de dos fulls) }}}
Aquestes superfícies s'obtenen, d'entre l'exemple, estirant en la direcció dels x pel factor a, multiplicant les distàncies en els i per b, i en els z per c. És a dir que, fonamentalment, tenen la mateixa forma.

### Equació paramètrica
En un espai euclidià tridimensional, els punts de la superfície de l'hiperboloide poden ser parametritzats de la següent manera:
{\displaystyle {\begin{cases}x=a\,\cosh(\theta )\cos(\phi )\\y=b\,\cosh(\theta )\sin(\phi )\\z=c\,\sinh(\theta )\\\end{cases}}\qquad {\mbox{amb }}\ \ \theta \in \mathbb {R} ,\ \ {\mbox{ i }}\ \ 0<\phi \leq 2\pi \,\,{\mbox{(Hiperboloide d'un full)}}}
Parametrització sense utilitzar les funcions hiperbòliques:
{\displaystyle {\begin{cases}x=a\,{\sqrt {1+u^{2}}}\cos(v)\\y=b\,{\sqrt {1+u^{2}}}\sin(v)\\z=c\,u\\\end{cases}}\qquad {\mbox{ amb }}0<v\leq 2\pi ,\ \ {\mbox{ i }}\ \ u\in \mathbb {R} \,\,{\mbox{(Hiperboloide d'un full)}}}

## Àrea
La superfície d'un hiperboloide d'un full d'altura h, situat entre els plans {\displaystyle z=h/2\,\ \ {\mbox{ i }}\ \ \,z=-h/2} i de secció transversal circular, és a dir, {\displaystyle \,a=b}. La seva equació queda de la forma {\displaystyle {\frac {x^{2}}{a^{2}}}+{\frac {y^{2}}{a^{2}}}-{\frac {z^{2}}{c^{2}}}=1.}
Si {\displaystyle \,a=c}
{\displaystyle {\grave {A}}rea(S)=\pi \,a^{2}\left(\,{\sqrt {2}}\,\mathrm {asinh} \left({\frac {{\sqrt {2}}\,h}{2\,}}\right)+{\frac {h\,{\sqrt {2\,{h}^{2}+4\,}}}{2}}\right)}

## Volum
El volum comprès per la funció de l'hiperboloide d'un full {\displaystyle {\frac {x^{2}}{a^{2}}}+{\frac {y^{2}}{b^{2}}}-{\frac {z^{2}}{c^{2}}}=1} i els plànols {\displaystyle z={\frac {h}{2}}} i {\displaystyle z=-{\frac {h}{2}}}.
{\displaystyle V=\pi ABH\left(1+{\frac {h^{2}}{12c^{2}}}\right)}

## Seccions
La secció produïda per un pla perpendicular a l'eix és una el·lipse. La equació d'un pla qualsevol {\displaystyle z=k}, {\displaystyle k\in \mathbb {R} }, la intersecció amb l'hiperboloide ens donarà una el·lipse d'equació:
{\displaystyle {\frac {x^{2}}{a^{2}}}+{\frac {y^{2}}{b^{2}}}=1+{\frac {k^{2}}{c^{2}}}={\mbox{ constant}}\,,a,b,c\in \neq 0.}
El cas particular on {\displaystyle a=b} la secció produïda pel pla serà una circumferència. L'el·lipse menor de totes les possibles rep el nom d'el·lipse de coll.
La secció produïda per un pla paral·lel al seu eix és una hipèrbola de diferents orientacions. Un pla, per exemple, d'equació{\displaystyle x=k\,,k\in \mathbb {R} \,}, talla l'hiperboloide segons la corba d'equació
{\displaystyle {\frac {y^{2}}{b^{2}}}-{\frac {z^{2}}{c^{2}}}=1-{\frac {k^{2}}{a^{2}}}=k'\,{\mbox{ constant}}.}
Depenent del valor de k' s'obtenen les següents corbes:
Hipèrbola amb fulles en horitzontal: {\displaystyle \quad {\displaystyle {\frac {y^{2}}{b^{2}}}-{\frac {z^{2}}{c^{2}}}=k'\qquad si\,\,k'\in (0,1)}}
Hipèrbola amb fulles en vertical:{\displaystyle \quad {\displaystyle {\frac {y^{2}}{b^{2}}}-{\frac {z^{2}}{c^{2}}}=-k'\qquad si\,\,k'\in \mathbb {R} -[0,1]}}
Un parell de rectes que es tallen: {\displaystyle \quad {\displaystyle {\frac {y^{2}}{b^{2}}}-{\frac {z^{2}}{c^{2}}}=0\qquad si\,\,k'=1}}
La secció produïda per un pla inclinat respecte de l'eix de revolució és una el·lipse, d'equació:
{\displaystyle {\frac {x^{2}}{a^{2}}}+{\frac {y^{2}}{b^{2}}}=\mathrm {constant} }
A les figures es representa la secció d'hiperboloides, d'una i dues fulles, tallats per un pla paral·lel al seu eix de revolució, i de l'altra perpendicular.